# Cúchulainn
Pour les articles homonymes, voir Cú.

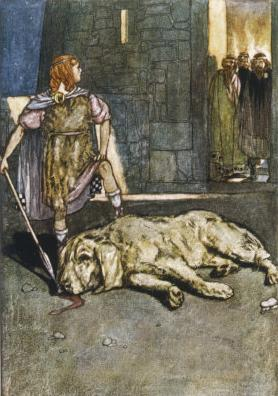
Cúchulainn tue le chien de Culann, illustration par Stephen Reid dans The Boys' Cuchulainn, Eleanor Hull, 1904

Cúchulainn (en gaélique : [kuːˈxʊlɪnʲ]  litt. « Chien de Culann » ; en anglais : Cuhullin [kəˈhʊlɪn]) est le prototype du héros et l'un des personnages les plus importants de la mythologie celtique irlandaise, un quasi-dieu. Sa force physique, ses pouvoirs magiques et ses soutiens divins en font un homme extraordinaire, capable de tout. L'une de ses armes favorites est le gae bolga, le « javelot-foudre », mortel à tous les coups : quand il pénètre dans le corps d'un ennemi, l'extrémité ferrée se déploie en de nombreuses pointes – c'est lors de son séjour en Écosse, chez Scáthach, que Cúchulainn en apprend le maniement.
Cúchulainn apparaît dans 76 récits, tantôt complémentaires, tantôt contradictoires. Son épopée est liée au règne des Tuatha Dé Danann.

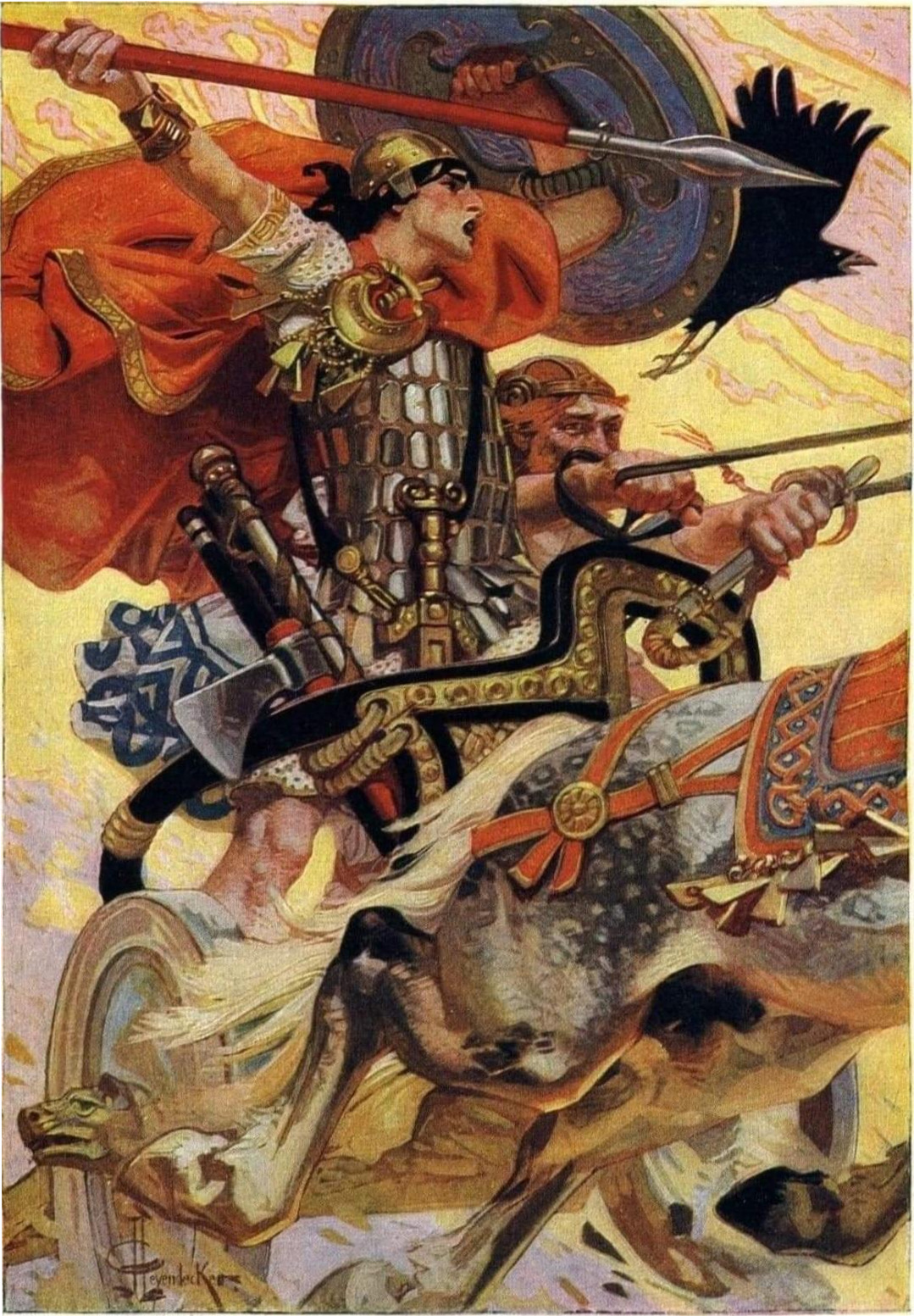
au combat, illustration de Mythes et Légendes des Celtes, T. W. Rolleston, 1911 par Joseph Christian Leyendecker.

## Mythologie

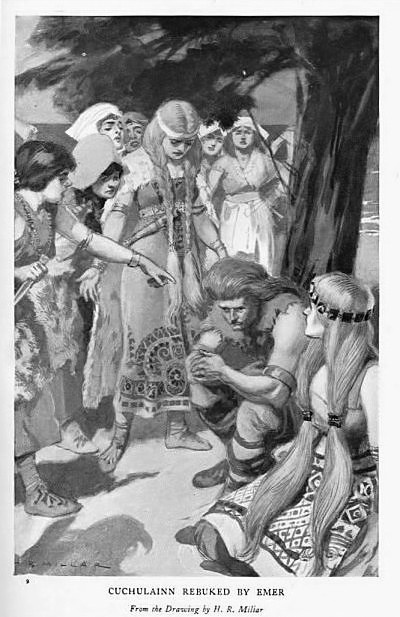
Cúchulainn réprimandé, illustration de Harold Robert Millar

Le premier nom de Cúchulainn est en vieil-irlandais Setanta : le « cheminant ». Il est rebaptisé Cúchulainn, c'est-à-dire le « Chien de Culann », par son grand-père et tuteur le druide Cathbad, quand il tue, à l'âge de cinq ans, le chien de garde du forgeron Culann.
Sa genèse est multiple : il est le fils de Lug le polytechnicien, dieu suprême du panthéon celtique et de Eithne, la mère de tous les dieux, symbole de la maternité. Au niveau humain, sa conception est le fruit de la rencontre dans l'Autre Monde du roi Conchobar Mac Nessa et de sa sœur Deichtire, qui est aussi son cocher. Son père adoptif est Sualtam, et son père nourricier est Amorgen, poète du roi Conchobar. Il habite Dun Delgan dans le domaine de Mag Muirthemm (dun signifie « forteresse » et mag « plaine »).
Il est parfois appelé le « contorsionniste », car il a la faculté de prendre toutes les apparences. La chaleur de son corps fait bouillir l'eau et fondre la neige. Il incarne aussi le Savoir et sa tête irradie la Connaissance. Il a été initié en Écosse, en compagnie de son ami Ferdiad, par la grande magicienne Scáthach; il devient de l'amant de sa fille Uathach. Par la suite, il devra enlever Emer pour pouvoir épouser celle-ci. Une brève liaison l'unira à Fand dans l'Autre Monde.
Ses aventures et exploits sont innombrables. Dans le récit Táin Bó Cúailnge (La Razzia des vaches de Cooley), il est le seul homme à échapper au « sortilège de Macha » et à défendre l'Ulster face aux armées de Medb, la reine du Connaught. Il se bat continuellement et tue ses ennemis, jusqu'à ce que la malédiction cesse. Il meurt le jour de Samain, et Morrigan se pose sur son épaule sous la forme d’une corneille. Il a aussi pour épée Cruaidin Calcidheann.
S'il représente la magie guerrière, c'est vainement qu'il tente, à plusieurs reprises, d'obtenir la souveraineté.
L'un de ses chevaux, Liath Macha (le « Gris de Macha »), possède une intelligence humaine.

## Interprétations
Le nom de Cúchulainn (celui qui a « tué le chien » de Culan) repose sur une formule traditionnelle dans le monde indo-européen « tuer le chien » : avoir de la chance, réussir.

## Principaux textes
- Táin Bó Cúailnge (La Razzia des vaches de Cooley)[6]